# Congregación General de la Compañía de Jesús
La Congregación General de la organización es el órgano supremo de gobierno de la Compañía de Jesús y único órgano legislativo, al tiempo que cauce de participación y representación de
todos los religiosos en la vida del instituto. 
Está formado por todos los Prepósitos Provinciales de la orden y dos delegados por cada provincia, elegidos en Congregación Provincial entre los que han profesado. Se reúne a la muerte del Padre General para elegir a su sucesor y también puede ser convocada para tomar decisiones de gran trascendencia, por el Papa, el Superior General a cargo o por la Congregación de Procuradores, una comisión elegida cada tres años por las provincias. 
El General, que también puede ser depuesto por decisión de la Congregación, está obligado a hacer cumplir sus decretos.

## Lista cronológica de Congregaciones generales
- I Congregación General (19 de junio 1558 - 20 de septiembre 1558);
- II Congregación General (21 de junio 1565 - 3 de septiembre 1565);
- III Congregación General (12 de abril 1573 - 16 de junio 1573);
- IV Congregación General (7 de febrero 1581 - 22 de abril 1581);
- V Congregación General (3 de noviembre 1593 - 18 de enero 1594);
- VI Congregación General (21 de febrero 1608 - 29 de marzo 1608);
- VII Congregación General (5 de noviembre 1615 - 26 de enero 1616);
- VIII Congregación General (21 de noviembre 1645 - 14 de abril 1646);
- IX Congregación General (13 de diciembre 1649 - 23 de febrero 1650);
- X Congregación General (7 de enero 1652 - 20 de marzo 1652);
- XI Congregación General (9 de mayo 1661 - 27 de julio 1661);
- XII Congregación General (22 de junio 1682 - 6 de septiembre 1682);
- XIII Congregación General (22 de junio 1687 - 7 de septiembre 1687);
- XIV Congregación General (19 de noviembre 1696 - 16 de enero 1697);
- XV Congregación General (20 de enero 1706 - 3 de abril 1706);
- XVI Congregación General (19 de noviembre 1730 - 13 de febrero 1731);
- XVII Congregación General (22 de junio 1751 - 5 de septiembre 1751);
- XVIII Congregación General (18 de noviembre 1755 - 28 de enero 1756);
- XIX Congregación General (9 de mayo 1758 - 18 de junio 1758);
- XX Congregación General (9 de octubre 1820 - 10 de diciembre 1820);
- XXI Congregación General (30 de junio 1829 - 17 de agosto 1829);
- XXII Congregación General (22 de junio 1853 - 31 de agosto 1853);
- XXIII Congregación General (16 de septiembre 1883 - 23 de octubre 1883);
- XXIV Congregación General (24 de septiembre 1892 - 5 de diciembre 1892);
- XXV Congregación General (1º de septiembre 1906 - 18 de octubre 1906);
- XXVI Congregación General (2 de febrero 1915 - 18 de marzo 1915);
- XXVII Congregación General (8 de septiembre 1923 - 21 de diciembre 1923);
- XXVIII Congregación General (12 de marzo 1938 - 9 de mayo 1938);
- XXIX Congregación General (6 de septiembre 1946 - 23 de octubre 1946);
- XXX Congregación General (6 de septiembre 1957 - 11 de noviembre 1957);
- XXXI Congregación General (7 de mayo 1965 - 15 de julio 1965; 8 de septiembre 1966 - 17 de noviembre 1966);
- XXXII Congregación General (2 de diciembre 1974 - 7 de marzo 1975);
- XXXIII Congregación General (2 de septiembre 1983 - 25 de octubre 1983);
- XXXIV Congregación General (5 de enero 1995 - 22 de marzo 1995);
- XXXV Congregación General (7 de enero 2008 - 6 de marzo 2008).
- XXXVI Congregación General (2 de octubre 2016 - 12 de noviembre 2016).